# Andy Amadi Okoroafor
Andy Amadi Okoroafor es un cineasta nigeriano. Es más conocido como director de la película Relentless de 2010.

## Biografía
Okoroafor nació el 8 de febrero de 1966 en Bauchi, norte de Nigeria. Se trasladó a París, Francia y trabajó como director de arte en publicidad, moda y videos musicales.

## Carrera profesional
En Francia, pasó cinco años dirigiendo videos musicales. Estableció el estudio creativo llamado 'Clam' y la 'Revista Clam' en 1999. La revista se publica dos veces al año en Japón, Estados Unidos, Europa y Brasil. En la exposición de 2017, dirigió el espectáculo Never Surrender, en M. Bassy en Hamburgo, Alemania. La muestra incluyó instalaciones de fotografía y video en la serie More Aphrike, en la que colaboró con el también fotógrafo y cineasta Andrew Dosunmu.
En 2010, realizó su primer largometraje, Relentless. En octubre de 2010, la película fue seleccionada para el festival de cine de Londres y se proyectó el 6 de diciembre de 2010 en el Festival Internacional de Cine de África en Port Harcourt.

## Filmografía
| Año  | Película   | Papel                         | Género   | Ref.  |
| ---- | ---------- | ----------------------------- | -------- | ----- |
| 2010 | Relentless | Director, escritor, productor | Película | [ 5 ] |